# Iberesia machadoi
Iberesia machadoi là một loài nhện trong họ Nemesiidae.
Iberesia machadoi được miêu tả năm 2006 bởi Decae & Cardoso.